# Lotfollah Safi Golpaygani
Lotfollah Safi Golpaygani (persiska: لطف‌الله صافی گلپایگانی), född 20 februari 1919 i Golpayegan i provinsen Isfahan, Persien, död 1 februari 2022 i Qom, var en iransk shiamuslimsk ayatolla och marja' al-taqlid. Han föreläste avancerade kurser i fiqh (islamisk rättslära) och usul al-fiqh (rättslärans principer) i Qom. Han var en av ayatolla Borujerdis studenter och medlem i hans fatwa-råd. Enligt ett tillkännagivande från år 2014 ansåg Gemenskapen av seminarielärare i Qom att han var en av de som det var tillåtet att göra taqlid till.